# 24-й окремий штурмовий батальйон «Айдар»
24-й окремий штурмовий батальйон «Айдар» (24 ОШБ, в/ч А3488, пп В2950) — штурмовий батальйон Сухопутних військ Збройних Сил України.
Був створений у травні 2014 року як добровольчий 24-й батальйон територіальної оборони «Айдар», підпорядкований Міністерству оборони України. Діяв на Луганщині у складі підрозділів АТО, виконуючи завдання із захисту територіальної цілісності України.
Свою назву отримав на честь річки Айдар, на берегах якої відбувся перший бій формування.

## Бойовий шлях у часи АТО та ООС (з 2014 до 2022)

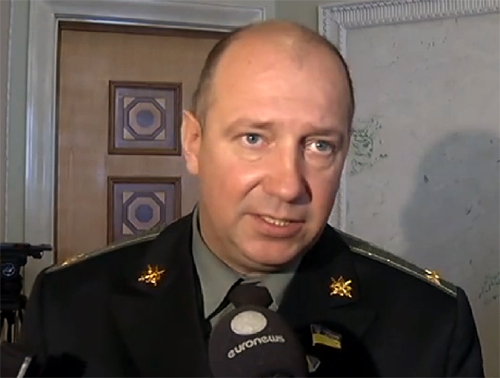
Сергій Мельничук, засновник та перший командир 24 бТрО «Айдар»

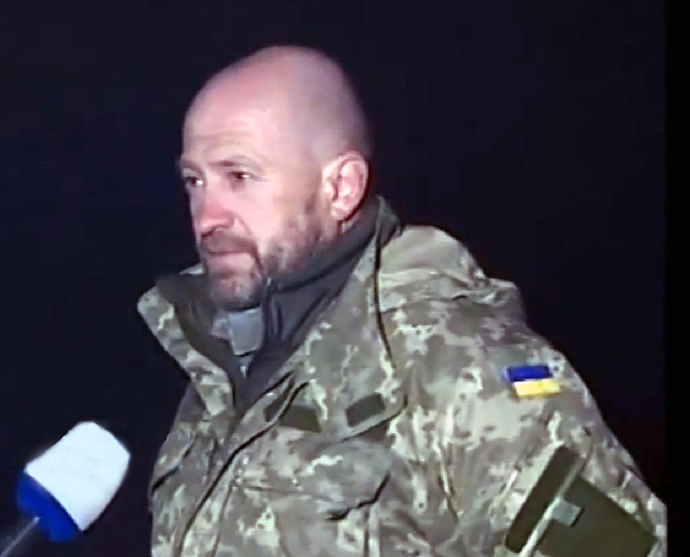
Євген Пташник, командир штурмового батальйону «Айдар»

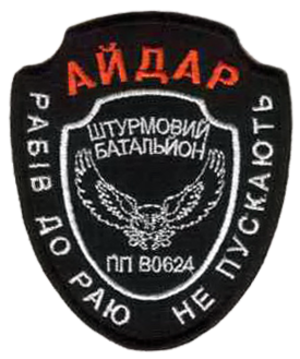
Нарукавний знак штурмового батальйону «Айдар»

Батальйон територіальної оборони України «Айдар», в/ч В0624, був створений у травні 2014 року під час російсько-української війни. Ініціатор створення і перший комбат «Айдару» — сотник Самооборони Євромайдану, підполковник Сергій Петрович Мельничук. У період з 2014 до 2022 років батальйон перебував в підпорядкуванні ОК «Схід».
22 травня 2014 року в Старобільську відбулася перша операція батальйону «Айдар». Група добровольців з Луганська, Ровеньків, Антрацита і патріотів з інших регіонів України розгромила і взяла в полон банду російських найманців, яка блокувала упродовж кількох днів пересування української військової техніки в бік Луганська.
Під час позачергових виборів Президента України 25 травня 2014 року батальйон забезпечував порядок на виборчих дільницях Старобільщини, зокрема під Новоайдаром, а також на дільницях у місті Щастя.

#### Червень

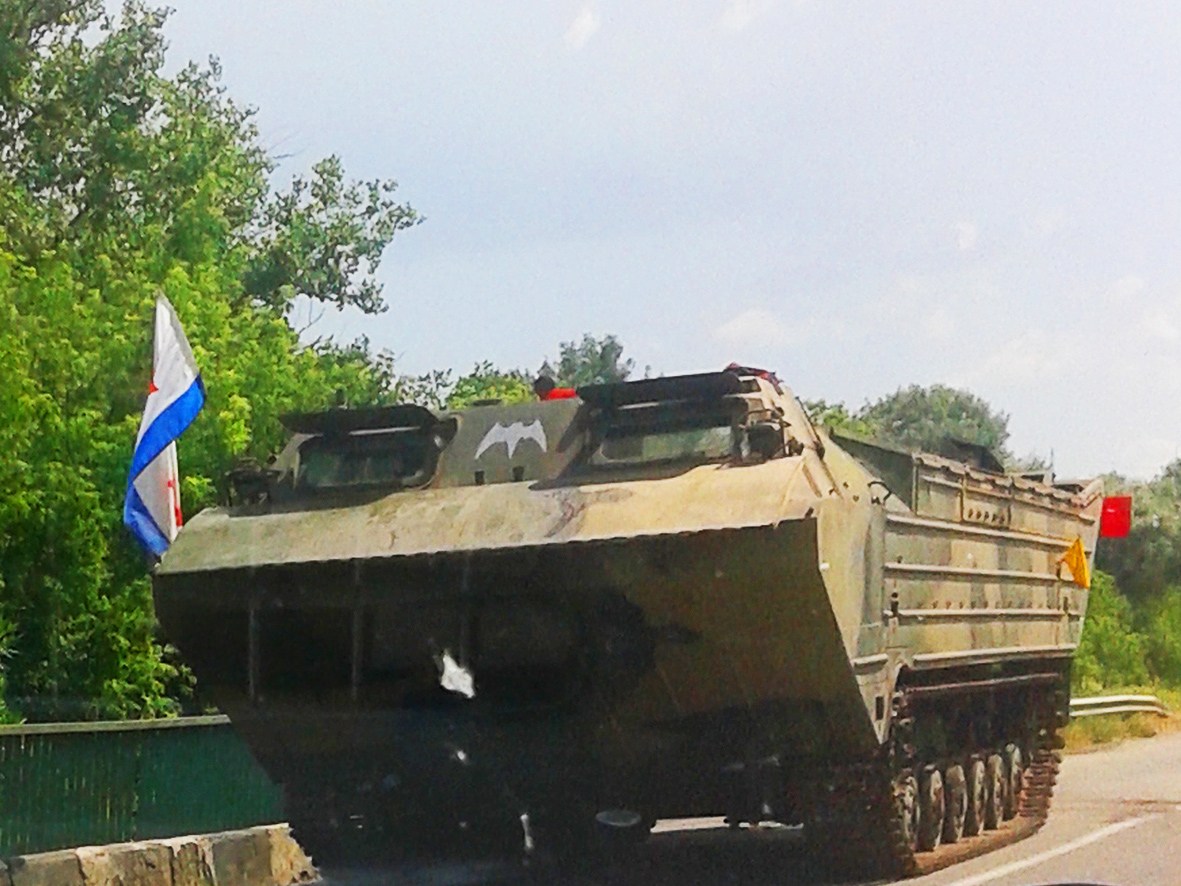
Трофей «Айдару», захоплений у сепаратистів під час боїв за Щастя

Батальйон зарекомендував себе як бойовий підрозділ у ході російсько-української війни 2014 року передусім у боях за північні і центральні райони Луганщини. Серед помітних подій — активна участь «Айдару» у визволенні міста Щастя від сепаратистів. За участі батальйону 14 червня 2014 року місто перейшло під повний контроль української влади. Під час звільнення Щастя, за даними батальйону «Айдар», було ліквідовано 58 бойовиків.
За інформацією Міністерства оборони України, 17-18 червня батальйон провів кілька військових операцій, не узгоджених з керівництвом АТО. Наступного дня лідер терористичної організації ЛНР Болотов заявив, що «батальйон „Айдар“ практично знищено…». Проте, ця інформація була спростована під час брифінгу командиром батальйону Сергієм Мельничуком. Більше того, було повідомлено, що репортажі про значні втрати батальйону базуються на неіснуючих фактах і запущені як частина інформаційної війни.

#### Липень
15 липня бійцями батальйону були виявлені в районі селища Металіст Луганської області у замаскованому бункері та затримані 18 терористів із спецпідрозділу «Дон», які охороняли військову частину. Були допитані близько 5 ідентифікованих бойовиків. Також цього дня на дачі народного депутата від КПУ Спірідона Кілінкарова, яка знаходиться у селі Стукалова Балка під Луганськом, бійцями батальйону був виявлений арсенал зброї та боєприпасів.
20 липня розвідники «Золотої роти» «Айдара» увійшли до міста Рубіжне і вступили в бій із сепаратистами, в ході якого знищили один броньований джип. Після прибуття 51-ї механізованої бригади батальйон прорвався до Сєвєродонецька. Надалі, батальйону поставили завдання деблокувати Луганський аеропорт. Із Щастя необхідно було прорватись крізь три посилених артилерією ворожих блокпости. У ході розвідки боєм загинув один боєць «Айдару».
21 липня пішим маршем і на легкових машинах батальйон перерізав автомагістраль, зайняв оборону і, дочекавшись підходу мотострільців і танків 51-ї бригади, рушив далі на південь. Цього дня бійцями батальйону був затриманий помічник міністра оборони самопроголошеної держави Південна Осетія Тамерлан Єналдієв, який мав при собі зброю та документи, що свідчили про закупівлю медикаментів для сепаратистів. Командир батальйону «Айдар» Сергій Мельничук вважає за доцільне обміняти цього військовополоненого на українську льотчицю Надію Савченко.
Бійці батальйону обійшли зі сходу і відрізали селища Олександрівськ і Ювілейний від бойовиків з боку Донецька-Дебальцевого-Алчевська. У ході боїв був ліквідований загін бандформування «Восток», що контролював селище та вів обстріл Луганська з поля місцевого стадіону «Шахтар» «Айдар» також поніс втрати в п'ять бійців.
Під час масованого вогню з боку сепаратистів почали відходити українські танки, але «Айдар» не відступив і дочекався підмоги біля Ювілейного, після чого продовжив наступ на Георгіївку. Бійці закріпились на трасі Луганськ-Лутугине в районі моста через річку Вільхівку й деблокували аеропорт. Наступ колони бойовиків, які вирушили з Лутугиного, відбили айдарівці та десантники з 80-ї окремої аеромобільної бригади, що перебували в аеропорту Луганська. Після цього підрозділ звільнив Георгіївку й перерізав важливу транспортну артерію Луганськ-Красний Луч.
Протягом 20-27 липня бійці батальйону звільнили п'ять населених пунктів, три автомагістралі й одну залізничну лінію. Водночас «Айдар» зазнав значних втрат. У ніч проти 28 липня під Лутугиним загинули 12 і були поранені 10 бійців батальйону.

#### Серпень

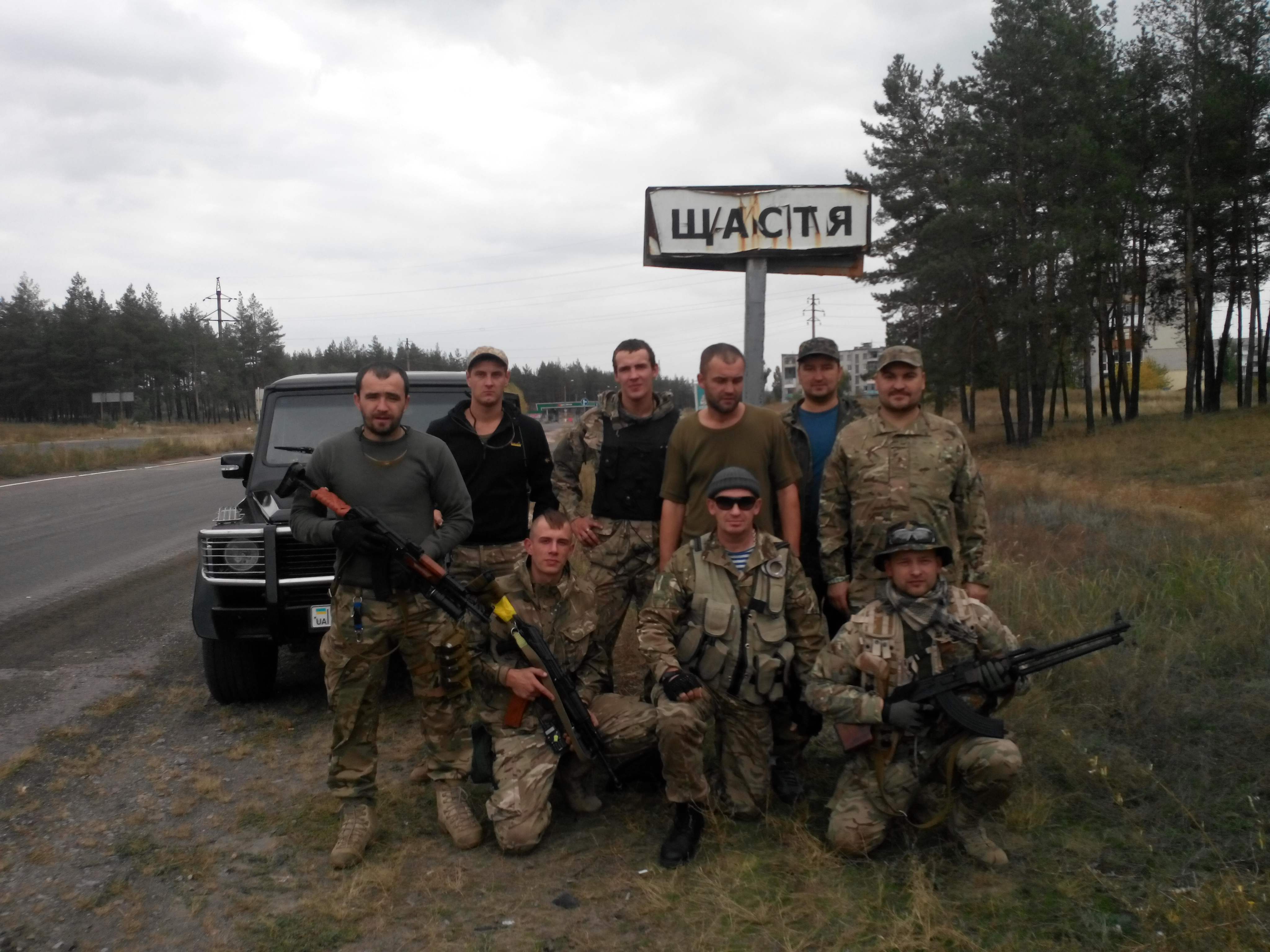
Бійці батальйону біля м. Щастя

7 серпня 2014 року, бійці батальйону на одному з блокпостів у м. Щастя затримали мера Луганська Сергія Кравченка, який підтримував проросійські акції.
Також, 7 серпня 2014 року Міністр оборони України Валерій Гелетей заявив про створення на базі добровольчого батальйону територіальної оборони «Айдар» штурмового підрозділу Збройних сил України для проведення спеціальних операцій у зоні АТО. «Айдару» пообіцяли надати важке озброєння, в тому числі бронетехніку, а також військових інструкторів для навчання особового складу, який повинен був пройти переатестацію.
Протягом серпня бійці «Айдару» брали активну участь у бойових діях в різних районах. Так, 12 серпня вони з боєм взяли м. Лутугине.

#### Вересень
5 вересня 2014 року бійці 2-ї роти батальйону «Айдар» потрапили у засідку під Веселою Горою. За повідомленнями на сторінці «Айдару» у Фейсбуці, це сталося на автотрасі між с. Металіст та м. Щастя на Луганщині. Колона «Айдару» у складі вантажівки і легкового автомобіля перевозила 23 військовослужбовця, і рухалася в напрямку населеного пункту Щастя. Проїхавши поворот на с. Цвітні Піски, через 1—1,5 км вони під'їхали до блок-посту, на якому майорів український прапор. Командир групи вийшов з машини і підійшов до вартового. На питання постового: «Хто такі?» відповів «Ми — Айдар». «Айдар!» — крикнув вартовий і одночасно був відкритий вогонь по машині українських бійців. Комусь вдалося сховатися в «зеленці», більша частина загинула. Один з легко поранених дістався до бійців 80 окремої аеромобільної бригади, які колоною йшли з Металіста, і розповів їм про все, що трапилось. Десантники рвонули на допомогу айдарівцям, влетіли на блокпост, вступили в бій. Через дві години після бою починалося оголошене перемир'я. 19 бійців «Айдару» загинули або вважаються пропалими безвісти.
Після трьох днів переговорів, 8 вересня, українська сторона змогли забрати тіла 33 загиблих, на багатьох були сліди знущань. Вважається, що хтось міг потрапити у полон.
У вересні 24-й БТрО був переформатований у 24-й окремий штурмовий батальйон «Айдар» спеціального призначення Сухопутних військ Збройних Сил України.

#### Жовтень та листопад
15 жовтня 2014 року частина «Золотої роти» «Айдару» разом із командиром Олександром Піскіжовим потрапила у засідку під час прориву на 32 блокпост в ході боїв за Бахмутку. Вояки роти завдали значних втрат ворогу, але сили були нерівні. Кількість ворога в рази перевищувала чисельність групи айдарівців, що потрапила у підступну ворожу засідку. Ворог застосував крупнокаліберні кулемети та міномети. Під час нерівного бою разом із побратимами загинув комроти Піскіжов, декілька вояків з тяжкими пораненнями потрапили у полон.
У жовтні, після обрання Сергія Мельничука народним депутатом України, наказом Оперативного командування ЗСУ «Південь» в.о. комбата був призначений Сергій Федорченко. Начальник Генштабу Віктор Муженко не підтримав кандидатуру Федорченка, i наказом Генштабу ЗСУ № 310 від 25 листопада 2014 року новим командиром батальйону «Айдар» був призначений підполковник Євген Пташник, який 17 травня рядовим солдатом вступив до «Айдару» i пройшов шлях до заступника командира батальйону. Частина бійців «Айдару» підтримала Федорченка i 26 листопада організувала пікетування Міноборони під лозунгами: «Ні приватизації „Айдару“ та „Айдар“ поза політикою».

#### 2015 рік
3 листопада 2015 року було оголошено про переведення батальйону до складу нової бригади — 10-ї окремої гірсько-штурмової. 

#### 2016
Станом на початок 2016 року процес бойового злагодження батальйону в складі нової бригади майже завершився. Однак, у тому ж 2016 році, батальйон був переданий до складу 53-ї окремої механізованої бригади.

## Бойовий шлях під час російсько-української війни (з 2022 року)

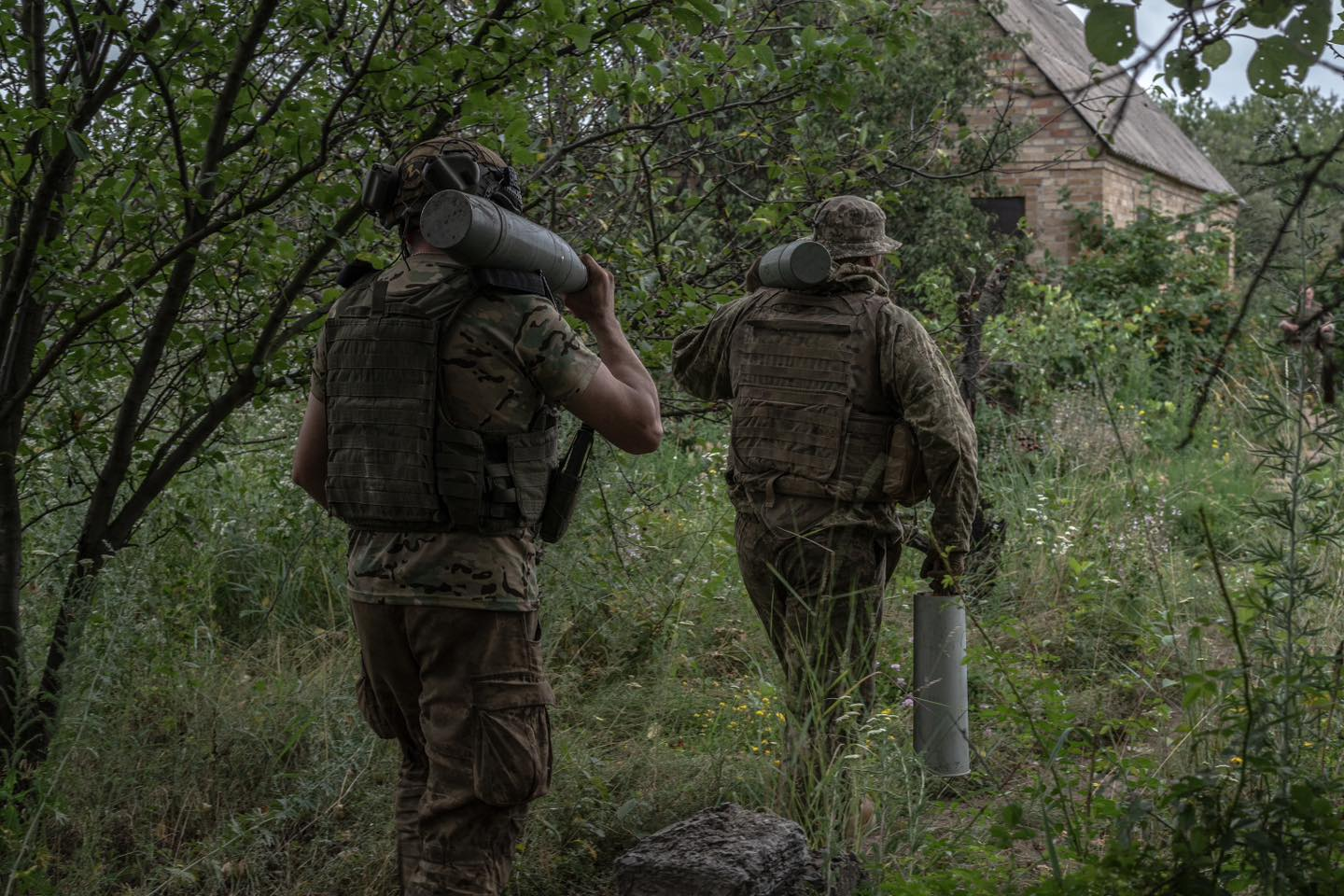
Артилеристи Айдару висуваються на позиції.

#### 2022 рік
Батальйон Айдар зустрів повномасштабне вторгнення на своїх позиція у лютому 2022 року поблизу міста Волноваха. За свідченнями бійців батальйону, ворог почав активні бойові дії ще 18 лютого[джерело?].
Також ще з 2022 року батальйон був передислокований в район нп Констянтинівка, Донецької області де почав свою участь у Бахмутській кампанії.
Наприкінці 2022 року батальйон був виведений зі складу 53-ї окремої механізованої бригади та увійшов до 5-ї окремої штурмової бригади в підпорядкуванні Командування сухопутних військ.
В той же час, було призначеного нового командира батальйону — Олександра Панцирного.

#### 2023 рік
Увесь рік батальйон брав активну участь у боях за Бахмут та його околицях впродовж до кінця року.

#### 2024 рік
Батальйон продовжив участь у боях в Донецькій області в околицях Бахмута, та тримав проводив активні бойові дії в нп Іванівське, Донецької області.

## Нагороди
Указом Президента України № 640/2014 від 8 серпня 2014 року начальника медичної служби в/ч В0624 БТО «Айдар» старшого лейтенанта медичної служби Горобця Руслана Миколайовича відзначено орденом Богдана Хмельницького III ступеня, молодшого сержанта Колесника Андрія Михайловича (посмертно) та солдата Хамраєва Рустама Шонійозовича (посмертно) — орденом «За мужність» III ступеня.
Указом Президента України від 26 лютого 2015 року нагороджено орденом Богдана Хмельницького III ступеня командира 1 роти (офіцера запасу) Слободенюка Пилипа Аркадійовича.
Станом на 24 серпня 2015 року, 168 бійців батальйону були удостоєні державних нагород, з яких 65 — посмертно.
За 2022—2023 роки, звання «Герой України» отримали два військовослужбовці батальйону: Яковенко Олександр Олексійович та Коваленко Олександр Володимирович.
У жовтні 2023 року, президент України відзначив 24-й окремий штурмовий батальйон «Айдар» відзнакою «За мужність та відвагу».

## Символіка
Знак батальйону відтворено в національних барвах — на золотому полі блакитний хвилястий стовп, що позначає річку Айдар, за якою підрозділ отримав свою назву. На стовпі розташовано золотий кинджал, що символізує мужність та відвагу в бою. Над щитом нарукавного знака знаходиться золота стрічка з гаслом — «З НАМИ БОГ».

## Інциденти та критика
8 вересня 2014 року правозахисна організація «Amnesty International» опублікувала звіт про підозру у зловживаннях з боку батальйону «Айдар» у зоні АТО. «Amnesty International» закликала українську владу інтегрувати «Айдар» у систему чіткого підпорядкування, контролю та підзвітності, а також оперативно розслідувати всі повідомлення про зловживання та притягнути винних до відповідальності. Прем'єр-міністр України Арсеній Яценюк під час зустрічі з генеральним секретарем організації Салілом Шетті висловив готовність уряду вжити відповідних заходів. Саліл Шетті заявив:
Голова Луганської ОДА Геннадій Москаль звернувся восени 2014 року до Міністра оборони і Начальника Генштабу з приводу викрадення людей на Луганщині. Він назвав прізвища сімох осіб, двох підприємців з Сєвєродонецька, двох жителів Старобільського району та трьох співробітників міліції, яких люди в камуфляжі і зі зброєю серед білого дня затримали в людних місцях і вивезли в невідомому напрямку. Як пізніше виявилося, вони знаходились на базі «Айдару», і після втручання Москаля їх усіх відпустили.
20 грудня люди в камуфляжній формі, ймовірно з «Айдару», нібито побили водія легкового автомобіля на Бориспільській трасі, який намагався об'їхати колону Автомайдану і «Айдару». Народний депутат Сергій Мельничук заявив, що бійці «Айдару» лише зробили попередження водієві, який намагався підрізати похоронну процесію.
30 січня 2015 року невідомими людьми був викрадений боєць «Айдару» Максим Козуб (позивний «Тор»); він, разом з частиною інших бійців, гостро критикував діяльність Сергія Мельничука, якого безпосередньо перед подіями звільнили з посади командира «Айдару», але він відмовлявся віддати печатку. Після широкого громадського розголосу, за кілька годин після викрадення, його відпустили, а винних не знайшли.
1 квітня 2015 року на офіційному сайті губернатора Луганської області Геннадія Москаля з'явилося повідомлення про захоплення бійцями «Айдара» хлібозаводу ТОВ «УкрВереск» в с. Петрівка Станично-Луганського району та про підняття ними ціни на хліб з одночасним блокуванням підвезення хліба з інших районів. Незважаючи на те, що Міноборони України заперечувало причетність бійців батальйону «Айдар» до даного епізоду, МВС України згодом встановило слідчим шляхом причетність «айдарівців» до захоплення хлібозаводу, що спричинило за собою дефіцит хліба, його різке подорожчання і соціальну напругу в Станично-Луганському та сусідніх районах.
15 червня 2017 року, колишній комбат батальйону Сергій Мельничук повідомив, що отримав повістку до СБУ як свідок у кримінальному провадженні стосовно тероризму. За словами Мельничука, йому повідомили що він має упізнати бійців батальйону, які брали участь у терористичних актах у серпні 2014 року. 19 червня 2017 під Адміністрацією Президента у Києві на Банковій відбулися сутички айдарівців з поліцією під час спроби встановити намет. 21 червня айдарівці перекрили дорогу на Банковій.
4 серпня 2021 року, колишній боєць батальйону Прохнич Володимир, 43 роки, родом з м. Луганська, мешканець м. Києва, кавалер ордену «За мужність ІІІ ступеня», озброєний ручною гранатою погрожував підірвати Кабінет Міністрів України. Після перемовин з правоохоронцями, нападник здався. Міністр у справах ветеранів України Юлія Лапутіна пропонувала суду віддати на поруки колишнього бійця «Айдару» Володимира Прохніча, мотивуючи тим, що він характеризується з позитивної сторони, є учасником російсько-української війни неодноразово був поранений під час захисту Незалежності та територіальної цілісності України, має черепно-мозкову травму і раніше до кримінальної відповідальності не притягався.

### Реакція на критику
12 вересня 2014 року командир роти «Захід» батальйону «Айдар» Ігор Лапін («Зола») висловив свою позицію в ефірі Еспресо.TV з приводу критики «Amnesty International» у зловживаннях. Він повідомив, що безпосередньо до нього ніхто не звертався, а про звернення до керівництва інформації не має; якщо Amnesty International має докази, то вони мають бути передані українській владі і перевірені. Комроти вважає, що все це голослівні звинувачення з метою дискредитації батальйону «Айдар», який воює на 4 фронти — проти російських найманців, яких фінансує Путін, та регулярних російських військ; власних генералів, які зрадили інтереси держави; сепаратистів та бандитів, які сидять по той бік окопів; і внутрішніх ворогів — людей, які можуть взяти будь-яку форму, нашити шеврони, скоїти злочин і потім звинуватити «Айдар». На думку політолога Івана Лозового, міжнародні експерти Amnesty International стали жертвами інформаційної війни, яка ведеться проти України, та користувались неперевіреними свідченнями прихильників сепаратистів. Він вважає, що проросійські мешканці можуть вводити в оману та маніпулювати експертами організації, тому потрібні більш надійні свідчення, наприклад, відеозаписи, яких Amnesty International не надала. Міжнародна організація Amnesty International неодноразово була сама звинувачена у підтримці тероризму та терористичних організацій у різних країнах. Російська журналістка Юлія Латиніна у публікації 2011 року піддала критиці методи діяльності Amnesty International:

Радник Міністра внутрішніх справ, народний депутат Антон Геращенко у Фейсбуці так прокоментував інцидент на Бориспільській трасі, який стався 20 грудня:

## Втрати

Підполковник Сергій Коврига (Лялік) і старший лейтенант Ігор Римар (Сірко) за день до загибелі

Станом на 26 серпня 2014 року батальйон втратив на полі бою 56 своїх добровольців
6 листопада 2014 року колишній начальник штаба батальйону «Айдар» Валентин Лихоліт повідомив, що в АТО «Айдар» втратив 80 бійців, понад 150 були поранені, понад 10 перебувають у полоні.
У середині лютого 2015 року колишній боєць «Айдару» Євген Дикий оцінив втрати батальйону у понад 120 осіб.

### Потрапили в полон
Під час розвідувальної операції 17 червня 2014 року у передмісті Луганська на території гольф-клубу були блоковані та потрапили в полон в ході бойових дій семеро бійців батальйону:
1. Савченко Надія Вікторівна (псевдонім «Куля», Київ) — лейтенант, заступник командира батальйону з розвідки[57][56]. В кінці червня була викрадена з України та вивезена на ворожу територію до Росії; перебувала під слідством[58]. 10 жовтня рішенням ПЦ «Меморіал» офіційно визнана політичним в'язнем в Росії[59]. 13 грудня розпочала голодування на знак протесту проти незаконного ув'язнення в Росії[60].
2. Синяговський Тарас (псевдонім «Лисий», Полтава) — командир роти. На 20 червня знаходився в Луганській обласній лікарні на штучній вентиляції легенів — черепно-мозкова травма та поранення м'яких тканин плеча. Стан оцінювався як дуже тяжкий[61]. 27 червня був визволений з полону та повернувся до Полтави[62].
3. Алієв Олександр (Полтава). На 20 червня знаходився в Луганській обласній лікарні, прийшов до тями. У нього поранені обидві руки та обидві ноги, а також контузія[61]. 27 червня був визволений з полону та повернувся до Полтави[62].
4. Гадзіковський Олександр Михайлович (Козятин, Вінницька область). На 21 червня утримувався терористами в полоні. Наприкінці червня був обміняний на громадянина Росії[63].
5. Головченко Анатолій (Полтава). Під час бою був контужений. На 30 червня утримувався в полоні в одному гаражі з Володимиром Семистягою — головою луганської «Просвіти» (інформація тимчасової полонянки бойовиків, журналістки Анастасії Станко, яка особисто спілкувалася з полоненим[64]). Був катований бойовиками[65]. 17 липня повернувся до Полтави після визволення з полону[66].
6. Крижберський Юрій Валерійович (Полтава). Під час бою був контужений, мав проблеми з оком, поранення. На 20 червня знаходився у полоні[61]. 26 червня був визволений з полону та перевезений на лікування до Київського шпиталю при міністерстві оборони України[67].
7. Маринич Віталій Валентинович (1990 р.н., село Плоска, Рівненська область). На 21 червня була інформація про знаходження бійця з пораненням ноги в лікарні № 4 Кам'янобрідського району міста Луганська[68]. 9 вересня бойовики ДНР підтвердили перебування В. Маринича серед полонених[69].

7 листопада 2014 року біля м. Щастя на Луганщині було звільнено з полону проросійських бойовиків двох волонтерів та сімох українських військових, серед яких, зокрема, двоє бійців «Айдару»:
1. Аніщенко Микола Леонідович.
2. Романчук Володимир Володимирович.

11 листопада з Луганська на двох машинах швидкої допомоги вивезли чотирьох важко поранених українських полонених, серед яких були двоє бійців з «Айдару»:
1. Вакуленко Максим Сергійович.
2. Яретик Іван Іванович

## Вшанування пам'яті
- У містах Дніпро, Кривий Ріг та Лозова є вулиця Айдарівська.
- в м. Іршава Закарпатської області вулицю Піонерську перейменовано на вулицю Юрія Короля (сапер-розвідник батальйону «Айдар». Загинув у вересні 2014 року в бою на Луганщині, похований у с. Заріччя Іршавського району)[72].
- у смт Катеринополі на Черкащині вулицю Залізничну перейменовано на вулицю Руслана Бобурова[73].
- у м. Конотопі на Сумщині вулицю Неровні перейменовано на вулицю Ореста Квача[74].
- у с. Клячанові на Закарпатті, вулицю Жовтневу перейменовано на вулицю Альберта Падюкова[75].

## Галерея

Галерея фотографій батальйону &quot;Айдар&quot;
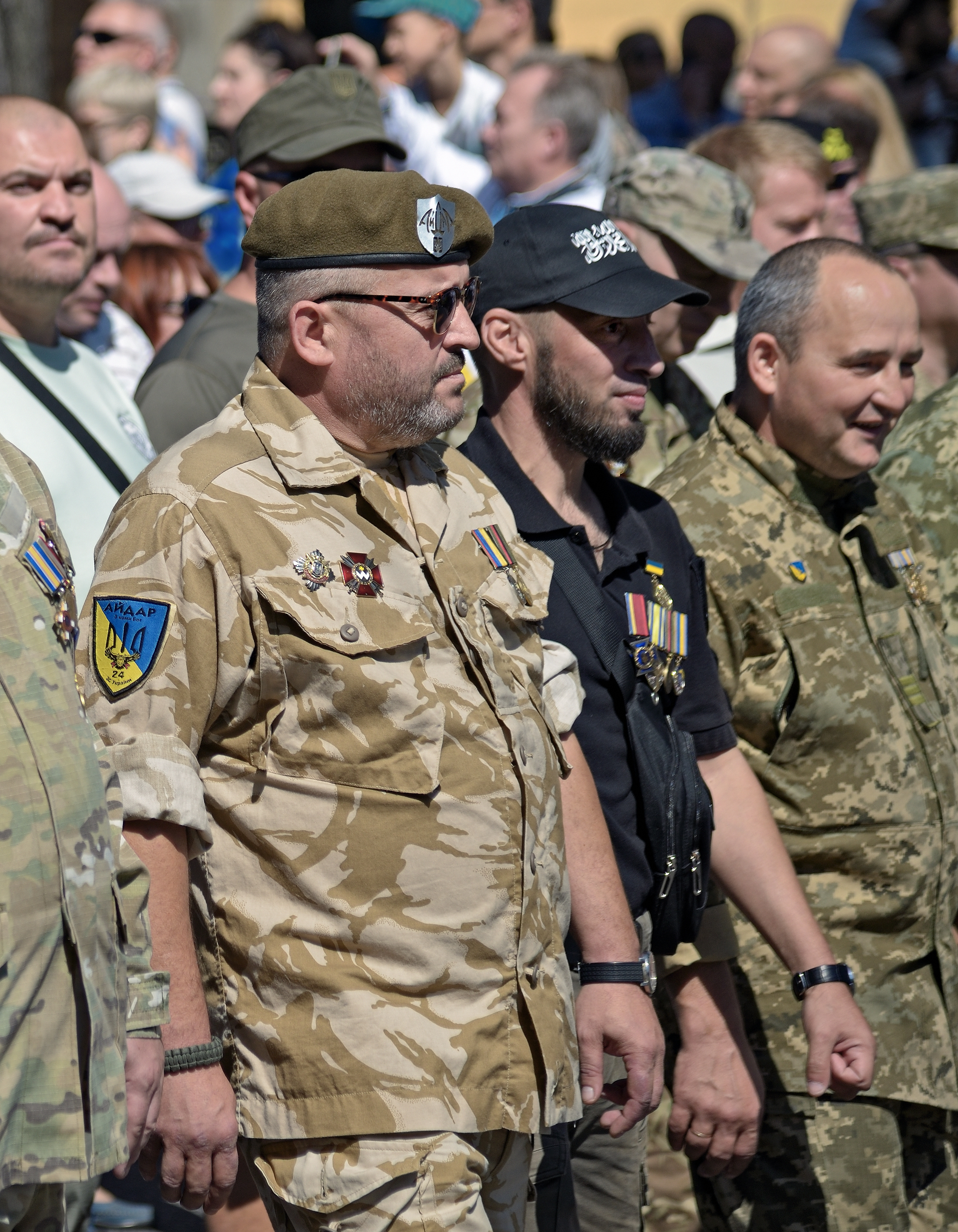
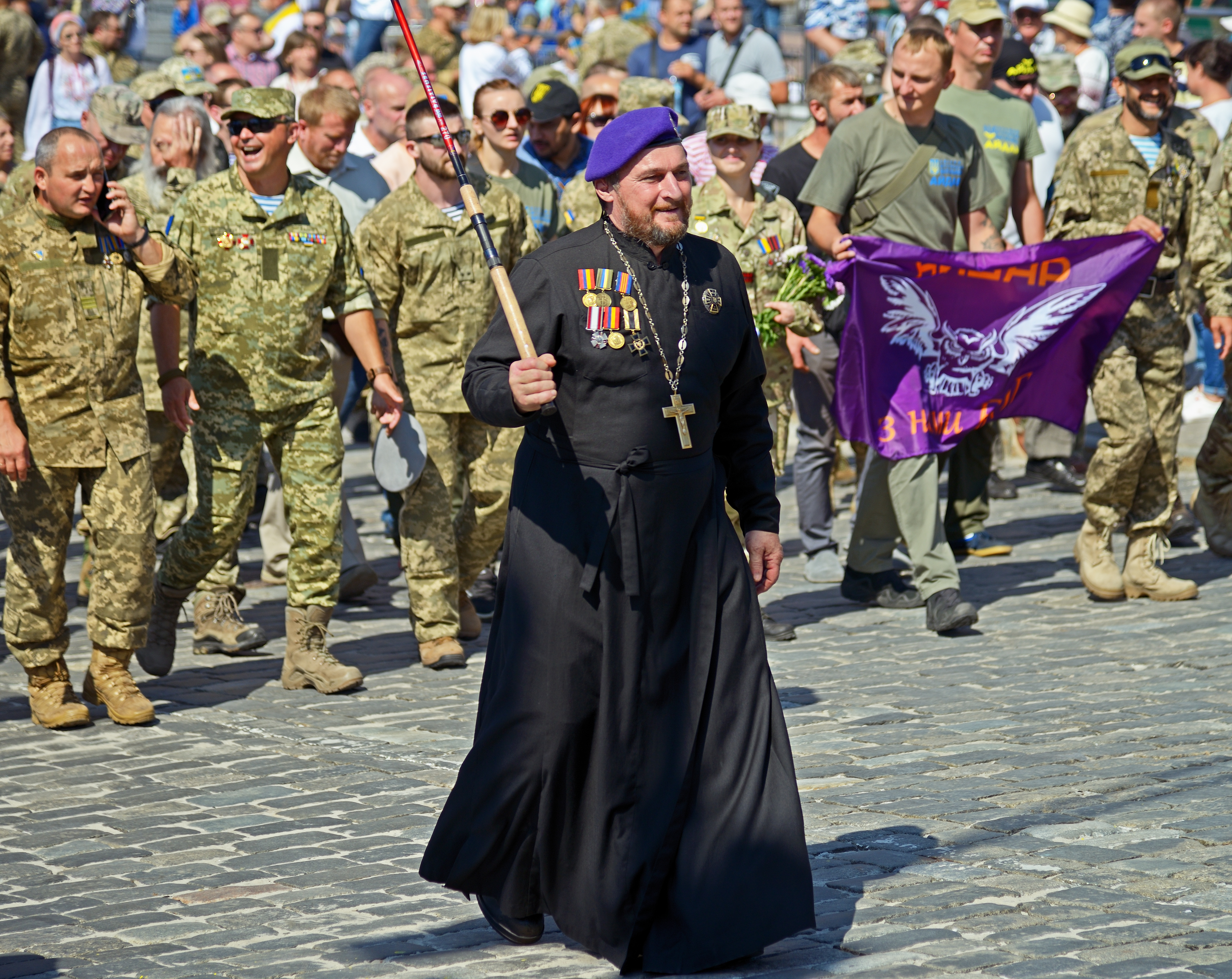
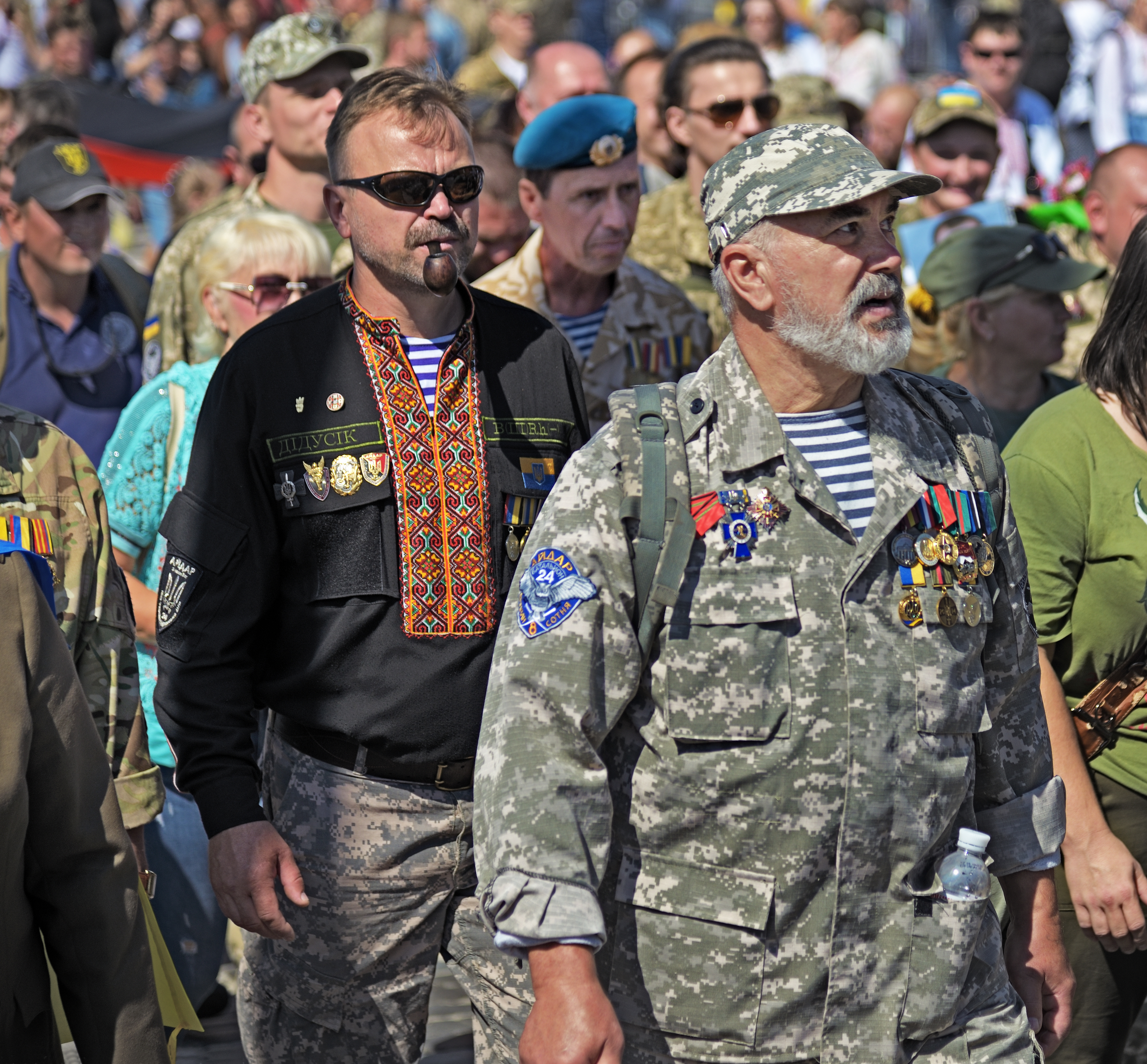
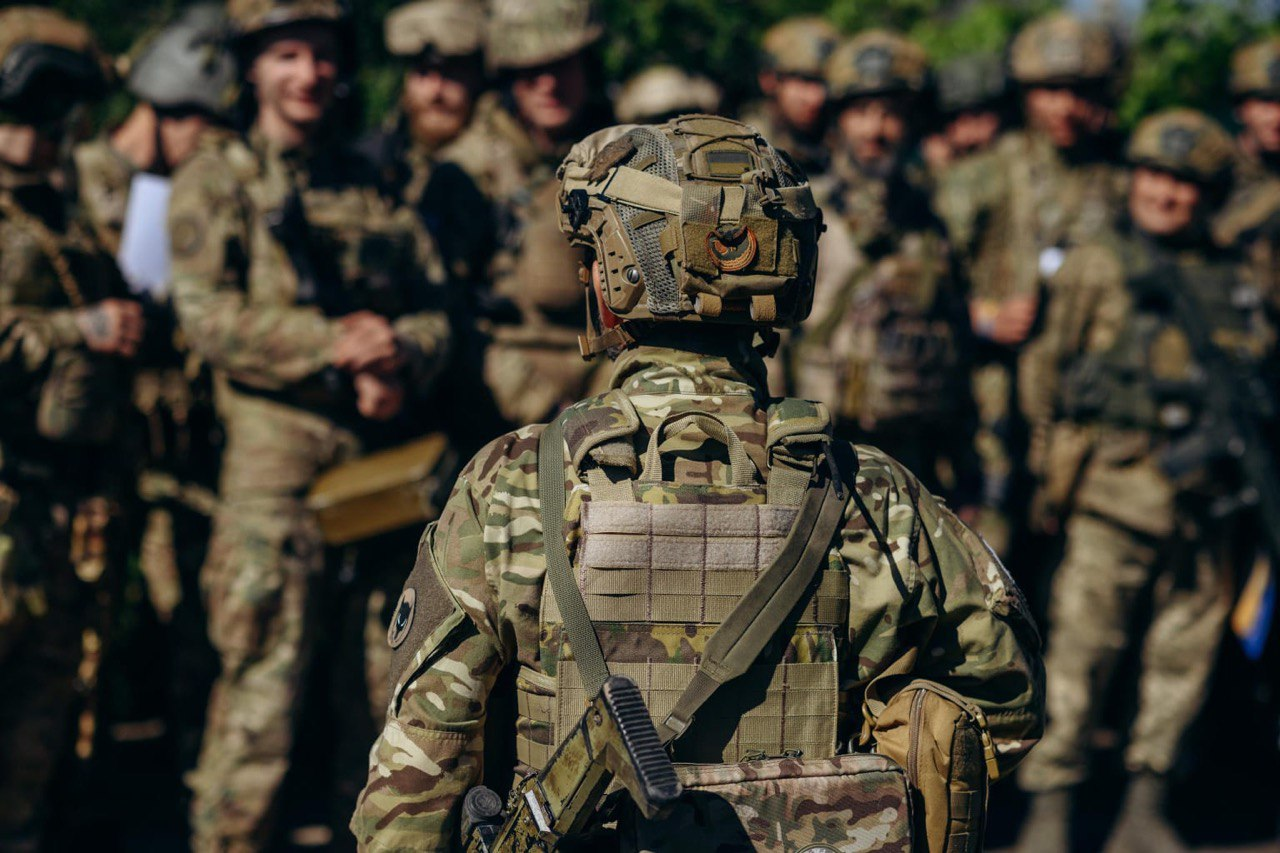
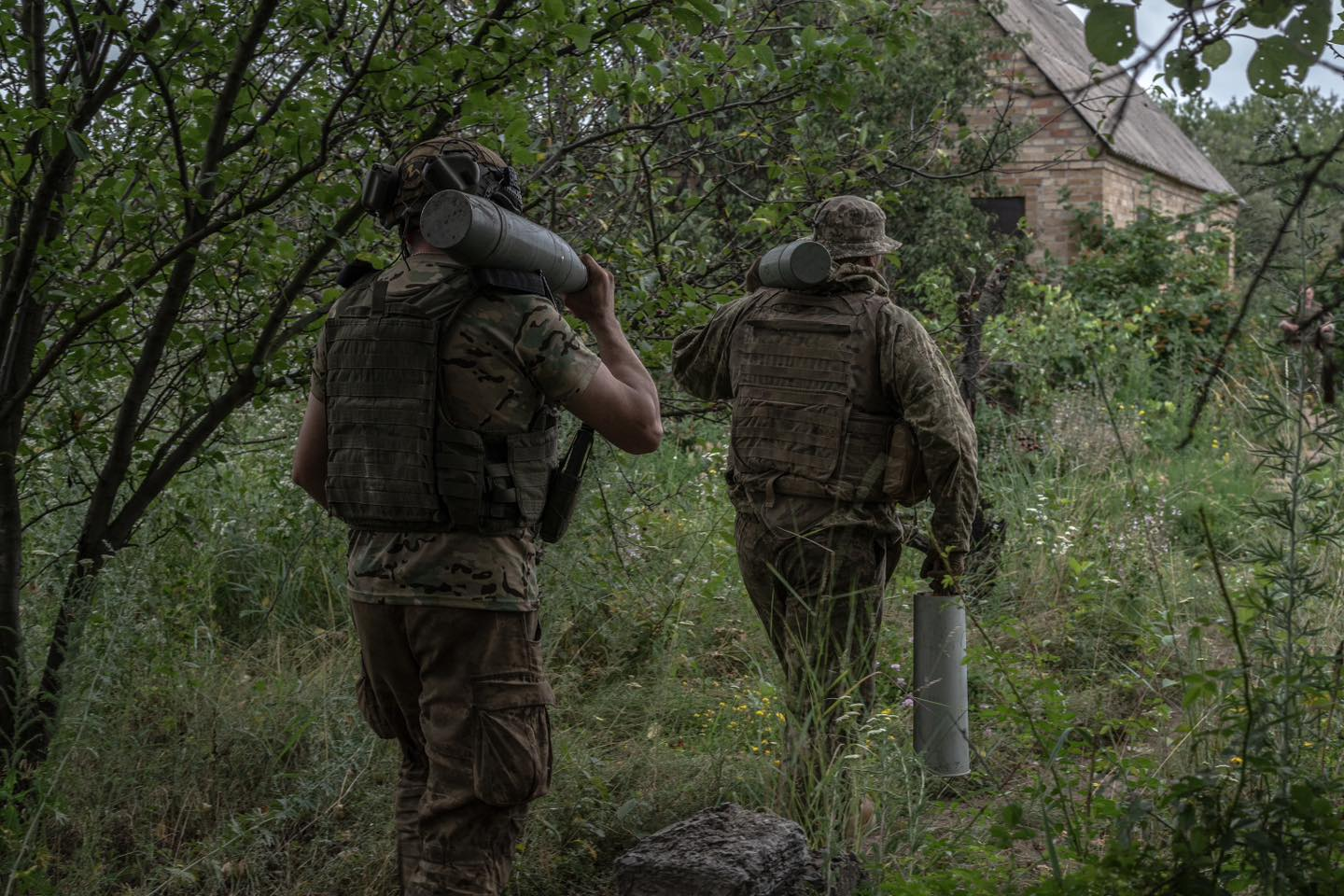